# Wulfstan
Wulfstan (zemřel roku 1023) byl společně s dalším benediktinským mnichem Aelfricem nejvýznamnější prozaikem staroanglické (anglosaské) literatury z doby po Alfrédu Velikém.
Wulfstanovo a Aelfricovo dílo je vyvrcholením tzv. benediktinské klášterní reformy. Nástupci Alfréda Velikého přestali totiž díky neustálým vyčerpávajícím válkám s Vikingy rozvíjet jeho osvětový odkaz. Duchovní oživení nastalo až ve 2. polovině 10. století díky vlivu benediktýnských klášterů na vzdělanost v zemi.
Wulfstan získal vzdělání pravděpodobně ve Winchesteru, roku 996 se stal londýnskýn biskupem a roku 1002 biskupem ve Worcesteru a yorským arcibiskupem. Byl vášnivým kazatelem a pozoruhodným zákonodárcem. Z jeho jazykově vytříbených kázání je nejpůsobivější Sermo Lupi ad Anglos (asi 1013, Kázání Vlka k Angličanům). Je také autorem zákoníků o vztahu církve a státu a řady právních dokumentů za vlády Ethelreda II. a Knuta Velikého.

## Česká vydání
Antologie nejstarší anglické poezie a prózy Jako když dvoranou proletí pták, Triáda, Praha 2009 obsahuje překlad Kázání Vlka k Angličanům.